# Монсанто-Парк
Монсанто-Парк (порт. Monsanto Park) — гоночная трасса, расположенная в 5 километрах западнее Лиссабона, Португалия, на которой проводился Гран-при Португалии в классе Формула-1 в 1959 году.
Проложенная в парке, трасса отличалась различными типами покрытия, а в одной из точек был трамплин. Помимо гонки 1959 года, на трассе проходили не входящие в чемпионат мира Формулы-1 Гран-при Португалии 1954 и 1957 годов.

## Гран-при Португалии на трассе Монсанто-Парк
| Сезон | # | Пилот                 | Конструктор               | Отчёт |
| ----- | - | --------------------- | ------------------------- | ----- |
| 1959  | 2 | Стирлинг Мосс         | Cooper-Climax             | Отчёт |
| 1957  |   | Хуан-Мануэль Фанхио   | Maserati 300S             |       |
| 1954  |   | Хосе Фройлан Гонзалес | Ferrari 250 MM Berlinetta |       |